# Aethiopomyia steini
Aethiopomyia steini är en tvåvingeart som beskrevs av Charles Howard Curran 1935. Aethiopomyia steini ingår i släktet Aethiopomyia och familjen husflugor.
Artens utbredningsområde är Kongo. Inga underarter finns listade i Catalogue of Life.